# Thế Pliocen
| Hệ/ Kỷ                                 | Thống/ Thế   | Bậc/ Kỳ    | Tuổi (Ma) | Tuổi (Ma) |
| -------------------------------------- | ------------ | ---------- | --------- | --------- |
| Đệ Tứ                                  | Pleistocen   | Gelasia    | trẻ hơn   | trẻ hơn   |
| Neogen                                 | Pliocen      | Piacenza   | 2.588     | 3.600     |
| Neogen                                 | Pliocen      | Zancle     | 3.600     | 5.333     |
| Neogen                                 | Miocen       | Messina    | 5.333     | 7.246     |
| Neogen                                 | Miocen       | Tortona    | 7.246     | 11.63     |
| Neogen                                 | Miocen       | Serravalle | 11.63     | 13.82     |
| Neogen                                 | Miocen       | Langhe     | 13.82     | 15.97     |
| Neogen                                 | Miocen       | Burdigala  | 15.97     | 20.44     |
| Neogen                                 | Miocen       | Aquitane   | 20.44     | 23.03     |
| Paleogen                               | Thế Oligocen | Chatti     | già hơn   | già hơn   |
| Phân chia kỷ Neogen theo ICS năm 2017. |              |            |           |           |

Thế Pliocen ( /ˈplaɪəˌsiːn/) hay thế Pleiocen hoặc thế Thượng Tân là một thế địa chất, theo truyền thống kéo dài từ khoảng 5,332 tới 1,806 triệu năm trước (Ma). Tuy nhiên, trong phiên bản 2009 về thang niên đại địa chất của ICS thì ranh giới trên của nó đã được điều chỉnh lại thành 2,588 Ma
Thế Pliocen là thế thứ hai của kỷ Neogen trong đại Tân Sinh. Thế Pliocen diễn ra sau thế Miocen và ngay sau nó là thế Pleistocen.
Thế Pliocen là do Charles Lyell đặt tên theo các từ trong tiếng Hy Lạp πλεῖον (pleion, "nhiều hơn") và καινός (kainos, "mới") và có nghĩa gần đúng là "sự mở rộng của gần đây", để chỉ các quần động vật thân mềm đại dương về bản chất là hiện đại.
Giống như các thế địa chất khác, các địa tầng xác định điểm bắt đầu và kết thúc được xác định khá rõ nhưng niên đại chính xác của chúng là chưa chắc chắn lắm. Các ranh giới xác định sự bắt đầu của thế Pliocen không được thiết lập bằng sự kiện dễ dàng nhận dạng ở quy mô toàn thế giới mà bằng các ranh giới khu vực giữa thế Miocen ấm áp hơn và thế Pliocen tương đối lạnh hơn. Ranh giới trên đã từng được thiết lập có chủ ý vào đầu thời kỳ băng hà của thế Pleistocen nhưng hiện nay được xác định muộn hơn. Nhiều nhà địa chất nhận thấy các phân chia rộng hơn của các kỷ Paleogen và Neogen là có ích hơn.
Nhà thiên văn Narciso Benítez của Đại học Johns Hopkins và nhóm của ông gợi ý rằng một siêu tân tinh là ứng cử viên có vẻ hợp lý nhưng chưa được kiểm chứng cho nguyên nhân gây ra sự kiện tuyệt chủng trong lòng đại dương đặc trưng cho ranh giới Pliocen-Pleistocen, do gây ra sự phá hủy đáng kể tầng ôzôn.

## Phân chia
Các tầng động vật của thế Pliocen từ trẻ nhất tới cổ nhất theo phân loại của Ủy ban quốc tế về địa tầng học (ICS) là:
| Tầng     | Khoảng thời gian | Ghi chú                            |
| -------- | ---------------- | ---------------------------------- |
| Gelasia  | (2,588–1,806 Ma) | Từ 2009 chuyển sang thế Pleistocen |
| Piacenza | (3,600–2,588 Ma) |                                    |
| Zancla   | (5,332–3,600 Ma) |                                    |

Hai tầng đầu tiên (nay chỉ còn tầng Piacenza) tạo thành Hậu Pliocen, trong khi tầng Zancla là tầng duy nhất của Tiền Pliocen. Tầng Piacenza có thể gọi một cách không chính thức là "Trung Pliocen".
Đối với phần lớn khu vực Bắc Mỹ, một hệ thống khác (NALMA) thường được dùng và nó chồng lấn lên các ranh giới của thế địa chất này:
| Blancan     | (4,75–1,806 Ma)                          |
| Hemphillian | (9–4,75 Ma); bao gồm phần lớn Hậu Miocen |

Các hệ thống phân loại khác được sử dụng cho California, Australia, Nhật Bản và New Zealand.

## Khí hậu
Khí hậu trở nên lạnh và khô hơn, mang tính chất mùa, tương tự như khí hậu ngày nay. Các dải băng châu Nam Cực đã phát triển trong thế Pliocen. Châu lục này bị đóng băng và bị che phủ toàn bộ bởi các sông băng vĩnh cửu vào đầu thế Pliocen. Sự hình thành chỏm băng Bắc cực diễn ra vào khoảng 3 Ma được ghi nhận bằng sự dịch chuyển đột ngột trong tỷ lệ các đồng vị của oxy và cuội kết trong băng ở các tầng trầm tích Bắc Đại Tây Dương và Bắc Thái Bình Dương. Sự đóng băng ở các vĩ độ trung bình có lẽ đã diễn ra trước khi kết thúc thế địa chất này.

## Cổ địa lý học
Các lục địa vẫn tiếp tục trôi dạt về phía vị trí của chúng hiện nay, có lẽ dịch chuyển từ các vị trí xa tới 250 km từ vị trí hiện tại tới các vị trí chỉ cách khoảng 70 km so với vị trí hiện nay của chúng. Nam Mỹ kết nối với Bắc Mỹ thông qua eo đất Panama trong thế Pliocen, tạo ra sự kết thúc gần như trọn vẹn của quần động vật thú có túi (Marsupialia) khác biệt tại Nam Mỹ. Sự hình thành của eo đất có hậu quả lớn đối với nhiệt độ toàn cầu, do các dòng hải lưu ấm xích đạo bị chia cắt và chu kỳ lạnh của Đại Tây Dương đã bắt đầu, với các luồng nước lạnh từ Bắc cực và Nam cực làm hạ nhiệt độ của Đại Tây Dương khi này đã bị cô lập.
Va chạm của châu Phi với châu Âu tạo ra Địa Trung Hải, chấm dứt các dấu tích của đại dương Tethys.
Các thay đổi của mực nước biển đã làm lộ thiên cầu đất liền giữa Alaska và châu Á.
Các loại đất đá trong lòng đại dương cũng bị lộ thiên rõ nét tại Địa Trung Hải, Ấn Độ, Trung Quốc. Ở những nơi khác chúng chỉ lộ thiên chủ yếu là ven bờ biển.

## Quần thực vật
Sự thay đổi thành khí hậu có tính chất mùa, lạnh và khô hơn có ảnh hưởng đáng kể tới thảm thực vật của thế Pliocen, làm giảm các loài nhiệt đới trên toàn thế giới. Các cánh rừng lá sớm rụng phát triển hơn, các rừng cây lá kim và tundra che phủ phần lớn ở phía bắc, còn đồng cỏ trải rộng trên mọi châu lục (ngoại trừ châu Nam Cực). Các rừng nhiệt đới bị hạn chế trong một dải hẹp xung quanh xích đạo, và bổ sung thêm cho các xavan khô là các sa mạc ở châu Á và châu Phi.

## Quần động vật

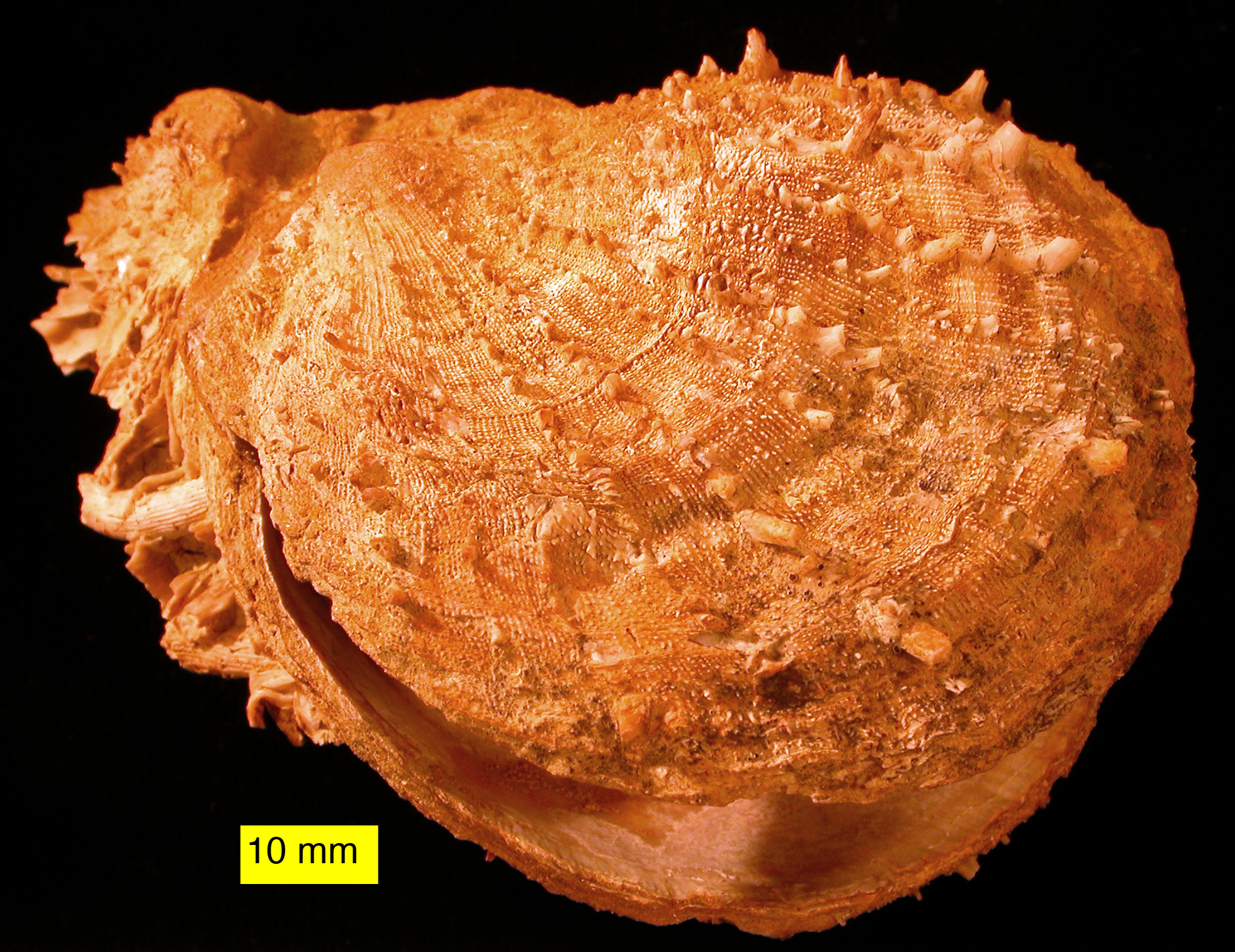
Spondylus

Các quần động vật đại dương và đất liền về bản chất là hiện đại, mặc dù quần động vật lục địa là nguyên thủy hơn một chút so với ngày nay. Những sinh vật dạng người của tông Hominini, nhóm Australopithecine, đã xuất hiện trong thế Pliocen.
Các va chạm của các lục địa nghĩa là có sự di cư lớn và trộn lẫn của các loài trước đó là cô lập, chẳng hạn như trong Đại trao đổi châu Mỹ. Các động vật ăn cỏ trở nên to lớn hơn, giống như các động vật săn mồi chuyên biệt hóa.

### Động vật có vú
Tại Bắc Mỹ, động vật gặm nhấm, voi răng mấu (Mammutidae) to lớn, voi răng hõm (Gomphotheriidae), thú có túi ôpốt (Didelphimorphia) vẫn tiếp tục thành công, trong khi các động vật móng guốc (Ungulata) suy giảm, với lạc đà, hươu và ngựa đều suy giảm về quần thể. Nhiều loài tê giác, heo vòi và Chalicotheriidae bị tuyệt chủng. Nhóm động vật ăn thịt như chồn đa dạng hóa, cũng như chó cùng những con gấu săn mồi và chạy nhanh. Những con lười (Folivora), thú răng khắc (Glyptodont) và tatu (Cingulata) tiến về phía bắc với sự hình thành của eo đất Panama.
Tại đại lục Á-Âu động vật gặm nhấm cũng phát triển, trong khi sự phân bố của linh trưởng bị thu hẹp. Voi, voi răng hõm và voi răng mái (Stegodon spp.) thành công tại châu Á, còn các loài đa man từ châu Phi di cư lên phía bắc. Sự đa dạng của các loài ngựa bị suy giảm, trong khi heo vòi và tê giác lại phát triển tương đối tốt. Trâu bò và linh dương cũng thành công, và một số loài lạc đà từ Bắc Mỹ vượt sang châu Á. Linh cẩu và mèo răng kiếm tiền sử xuất hiện, gia nhập nhóm động vật săn mồi cùng với chó, gấu và chồn.
Tại châu Phi, nhóm thống lĩnh là động vật móng guốc, còn linh trưởng vẫn tiếp tục quá trình tiến hóa của mình, với Australopithecine (một số trong những động vật dạng người đầu tiên) xuất hiện vào cuối thế Pliocen. Động vật gặm nhấm cũng thành công, còn quần thể voi thì gia tăng số lượng. Trâu, bò và linh dương tiếp tục đa dạng hóa và vượt qua lợn về số lượng loài. Những loài hươu cao cổ đầu tiên xuất hiện, còn lạc đà di cư từ Bắc Mỹ qua châu Á sang đây. Các dạng ngựa và tê giác hiện đại xuất hiện. Gấu, chó và chồn (nguồn gốc Bắc Mỹ) gia nhập cùng hổ, báo, mèo, linh cẩu và cầy hương để trở thành những kẻ săn mồi ở châu Phi, đã buộc linh cẩu phải thích nghi như là những kẻ chuyên ăn xác chết.
Nam Mỹ bị xâm chiếm lần đầu tiên bởi các loài từ Bắc Mỹ kể từ kỷ Phấn Trắng, với các dạng động vật gặm nhấm và linh trưởng trộn lẫn với các dạng phương nam.
Litopterna và Notoungulata, các nhóm động vật móng guốc bản địa Nam Mỹ, cũng phát triển tốt. Các động vật ăn thịt nhỏ, giống như chồn của họ cầy (Mustelidae) và coati (Nasua) di cư từ phía bắc tới. Các loài thú răng khắc ăn cỏ (Glyptodont), lười khổng lồ và tatu nhỏ hơn phát triển tốt.
Thú có túi (Marsupialia) vẫn là nhóm thống lĩnh trong quần thú của Australia, với các dạng ăn cỏ như gấu túi (Vombatidae), kangaroo và Diprotodont (thú răng hai cửa) to lớn. Các loài thú có túi và ăn thịt vẫn tiếp tục sinh tồn trong thế Pliocen, bao gồm nhóm Dasyuromorphia, sói Tasmania (họ Thylacinidae, tương tự như chó) và sư tử túi (chi Thylacoleo, tương tự như mèo). Những loài gặm nhấm đầu tiên cũng đến đây trong thời gian này, trong khi dơi cùng các loài cá voi phát triển tốt. Thú mỏ vịt hiện đại, một nhóm động vật đơn huyệt, cũng xuất hiện.

### Chim
Nhóm chim săn mồi họ Phorusrhacidae (chim khủng bố) đã hiếm trong thời gian này; trong số các loài cuối cùng chỉ còn chi Titanis, một chi chim săn mồi cạnh tranh cùng động vật có vú trong vai trò của động vật săn mồi hàng đầu. Đặc trưng phân biệt của chúng là móng vuốt, đã tiến hóa để túm lấy con mồi, chẳng hạn như Hipparion (dạng ngựa cổ đại). Các nhóm chim khác có lẽ đã tiến hóa vào thời gian này, một số trở thành chim hiện đại còn một số bị tuyệt chủng.

### Bò sát
Các dạng cá sấu bị tuyệt chủng ở châu Âu do khí hậu lạnh lẽo. Các nhóm rắn độc tiếp tục gia tăng do có nhiều nhóm chim và động vật gặm nhấm đã tiến hóa.

## Đại dương
Các đại dương vẫn còn tương đối ấm trong thế Pliocen, mặc dù chúng vẫn tiếp tục lạnh đi. Chỏm băng Bắc cực đã hình thành, tiếp tục làm khí hậu khô hơn và làm tăng quá trình lạnh đi của các dòng hải lưu nông ở Bắc Đại Tây Dương. Các hải lưu lạnh sâu phía dưới chảy ra từ Nam cực.
Sự hình thành của eo đất Panama khoảng 3,5 triệu năm trước chia cắt dấu tích cuối cùng của cái đã từng là hải lưu vòng xích đạo tồn tại từ kỷ Phấn Trắng và đầu đại Tân Sinh. Điều này có thể đã góp phần vào quá trình lạnh đi của các đại dương trên toàn cầu.
Trong lòng biển của thế Pliocen sinh sống các loài lợn biển, hải cẩu và sư tử biển.

## Siêu tân tinh
Năm 2002, các nhà thiên văn phát hiện ra rằng khoảng 2 triệu năm trước, vào khoảng cuối thế Pliocen, một nhóm sao O và B sáng chói gọi là liên hợp OB Thiên Hạt-Bán Nhân Mã đã vượt qua Trái Đất trong phạm vi 150 năm ánh sáng và một hay nhiều siêu tân tinh có thể đã xảy ra trong nhóm này vào thời gian đó. Sự bùng nổ gần như vậy có thể gây ra tổn thất cho tầng ôzôn của Trái Đất và gây ra sự tuyệt chủng của một số dạng sự sống trong lòng đại dương (lưu ý rằng ở đỉnh điểm của nó, siêu tân tinh với kích thước như vậy có thể có độ sáng biểu kiến tuyệt đối như là một thiên hà với 200 tỷ ngôi sao).